# علي الفزاع
علي أحمد الفزاع العواملة (1 يناير 1954 - 1 يونيو 2023) هو شاعر وسياسي أردني. ولد في السلط. حصل على إجازة في الآداب من الجامعة الأردنية عام 1977، وماجستر في الآداب والنقد من الجامعة نفسها سنة 1982. عمل مدرّسًا مدّة، ثم انتقل إلى وزارة الإعلام معدًّا ومقدّمًا للبرامج في هيئة الإذاعة والتلفزيون الأردنية، ثمّ رئيسًا للقسم الثقافي في الإذاعة، ثم مستشارًا ثقافيًا لوزير الشباب، ونائبًا لرئيس لجنة الشعر في مهرجان جرش. له دواوين شعرية مطبوعة.

## سيرته
ولد علي الفزاع في مدينة السلط يوم 26 ربيع الآخر 1373/ 1 يناير 1954 وحصل على شهادة الثانوية العامة من مدرسة السلط الثانوية، ثم حصل على درجة البكالوريوس في اللغة العربية وآدابها من الجامعة الأردنية سنة 1977 وشهادة الماجستير في الأدب والنقد من الجامعة نفسها سنة 1982. بدأ كتابة الشعر في المرحلة الثانوية ونشط خلال سنوت دراسته الجامعية، وامتدت سنوات نشاطه الأدبي من أواخر سبعينيات القرن العشرين إلى بداية التسعينيات نظراً لانخراطه بالعمل السياسي في الديوان الملكي عام 1992. حظيت أعماله الشعرية باهتمام كبير من الدارسين والنقاد ومن أهمها: «شعر علي الفزاع: دراسة لغوية وأسلوبية» للدكتور عماد الدين الصرايرة. و «علي الفزاع شاعرا.. دراسة نقدية» للباحث خالد السبتي.
عمل بدايةً من 14 يناير 2010 مستشارًا خاصًا للملك عبد الله الثاني بن الحسين. كما عمل مستشارًا إعلاميًا للملك ذاته.
عمل مديرًا لدائرة الإعلام والعلاقات العامة في الديوان الملكي الهاشمي، ومدير الشؤون الثقافية والتوجيه الوطني في وزارة الشباب ومستشار لوزير الشباب، ومراقب للبرامج الثقافية والاجتماعية والدراما في الإذاعة والتلفزيون الأردني، ورئيس القسم الثقافي فيها، ومعدًا ومقدمًا للبرامج الإذاعية والتلفزيونية، ومعلمًا في وزارة التربية والتعليم.
كما كان عضوًا في مجلسي أمناء الجامعة الأردنية وجامعة البلقاء التطبيقية، وعضو الهيئة الإدارية لرابطة الكتاب الأردنيين، ورئيس لجنة الشعر في مهرجان جرش، وعضو المجلس الأعلى للتوجيه الوطني، وعضو مجلس إدارة اتحاد الإعلام الرياضي.

## الأوسمة والجوائز
- وسام الكوكب الأردني من الدرجة الأولى (2005).[13][14]
- وسام الاستقلال الأردني من الدرجة الأولى (1999).[15]
- وسام الفارس الدنماركي الملكي (1998).
- وسام المرتبة الوطنية الفرنسية للاستحقاق (1997).
- جائزة الدولة التقديرية في الآداب (1990).[12]
- جائزة أفضل شاعر تخرج من الجامعة الأردنية في الذكرى الخامسة والعشرين لتأسيسها (1987).
- جائزة أفضل قصيدة عربية عن الانتفاضة الفلسطينية من اللجنة الشعبية لدعم الانتفاضة (1987).[9]

## مؤلفاته
- «نبوءة الليل الأخير»، شعر، دائرة الثقافة والفنون، عمّان، 1982.[9][12]
- «الخروج من جزيرة الضباب»، شعر، المؤسسة العربية للدراسات والنشر، بیروت، 1986.[9][12]
- «مرثية للمحطة الثالثة»، شعر، المؤسسة العربية للدراسات والنشر، بيروت، 1987.[9][12][16]
- «جبرا إبراهيم جبرا: دراسة في فنه القصصي»، نقد، دار المهد، عمان، 1989.[9][12]
- «الرهان الأخير»، شعر، المؤسسة العربية للدراسات والنشر، بيروت، 1993.[9]
- «الأعمال الشعرية الكاملة»، شعر، المؤسسة العربية للدراسات والنشر، بيروت، 1993.[9]
- «الأعمال الشعرية» وزارة الثقافة، عماَن، 1996.[9]

من مؤلفاته المخطوطة:
- مسرحية «ملعون أبو المصاري» (منشورة في مجلة فنون الأردنية)، 1978.[12]
- مسرحية «الفرسان».[12]